# Holländische Verteidigung
|   | a | b | c | d | e | f | g | h |   |
| 8 |   |   |   |   |   |   |   |   | 8 |
| 7 |   |   |   |   |   |   |   |   | 7 |
| 6 |   |   |   |   |   |   |   |   | 6 |
| 5 |   |   |   |   |   |   |   |   | 5 |
| 4 |   |   |   |   |   |   |   |   | 4 |
| 3 |   |   |   |   |   |   |   |   | 3 |
| 2 |   |   |   |   |   |   |   |   | 2 |
| 1 |   |   |   |   |   |   |   |   | 1 |
|   | a | b | c | d | e | f | g | h |   |

Die Grundstellung der Holländischen Verteidigung nach 1. d2–d4 f7–f5
Bei der Holländischen Verteidigung handelt es sich um eine Eröffnung des Schachspiels. Sie zählt zu den Geschlossenen Spielen und ist in den ECO-Codes unter A80–A99 klassifiziert.

## Geschichte
Die Holländische Verteidigung wurde erstmals 1789 vom niederländischen Schachspieler Elias Stein in seinem Buch Nouvel essai sur le jeu des Echecs erwähnt. Die meistgespielten Varianten der Holländischen Verteidigung waren lange Zeit die Iljin-Genewsky-Variante sowie der Stonewall-Aufbau. Oft nutzt Weiß seinen Anzugsvorteil, um Raumvorteil zu erlangen. Gegen den Stonewall gelingt ihm das nicht. Im Stonewall kontrolliert Schwarz mindestens so viel Raum wie Weiß. Schwarz kontrolliert sogar einige Felder auf der weißen Bretthälfte, speziell e4. Größere Beliebtheit erreichte in den letzten 50 Jahren das von Leningrader Schachspielern ausgearbeitete Leningrader System. Das Leningrader System kombiniert Ideen der Holländischen und der Königsindischen Verteidigung.

## Eröffnungsideen
Der Plan von Schwarz besteht darin, den Punkt e4 zu kontrollieren und eventuell mit einem Springer zu besetzen sowie die Figuren am Königsflügel zu konzentrieren, um dort zum Königsangriff überzugehen. Weiß hingegen versucht, das Zentrum z. B. mit e2–e4 oder d4–d5 zu öffnen, und verbindet dies häufig mit Spiel am Damenflügel. Im Stonewall hat Schwarz alle seine Bauern auf die weißen Felder gestellt und somit seine schwarzen Felder geschwächt. Das wird er besonders dann zu spüren bekommen, wenn es dem Weißen gelingt, die schwarzfeldrigen Läufer zu tauschen, eines der Hauptziele des Weißen gegen den Stonewall. Speziell das Feld e5 neigt zur Anfälligkeit, weil es kein schwarzer Bauer mehr verteidigen kann.

## Hauptvarianten
Jede ihrer Hauptvarianten beginnt mit dem Zug:
1. d2–d4 f7–f5
Wenn man jedoch als Schwarzer dem Staunton-Gambit ausweichen möchte, ist auch ein Aufbau über 1. … e7–e6 und dann erst f7–f5 möglich, sofern Weiß nicht 2. e2–e4 zieht. Derart hat  Michail Botwinnik häufiger eröffnet. Schwarz kann dann, nach weißem e2–e4, mit d7–d5 in die Französische Verteidigung übergehen, ebenfalls eine bevorzugte Variante des Ex-Weltmeisters.
Zu den Hauptvarianten der Holländischen Verteidigung zählen (die Züge können auch in anderer Reihenfolge gespielt werden):
- Klassisches System: 2. c2–c4 Sg8–f6 3. g2–g3 e7–e6 4. Lf1–g2. Nach den ersten 4 weißen Halbzügen sind folgende Fortsetzungen üblich:
  - Iljin-Genewsky-System: 4. … Lf8–e7 5. Sg1–f3 0–0 6. 0–0 d7–d6 (benannt nach Alexander Iljin-Schenewski. Die ehemalige Popularität zeigt sich an den Platzhaltern ECO A96 bis A99). Kennzeichnend ist der Aufbau mit e6 und d6 mit Le7. Schwarz möchte e5 durchsetzen. Danach kommt sein Lc8 ins Spiel und er kann ggf. am Königsflügel angreifen. Der weiße Plan lautet zu e4 zu kommen und in der e-Linie aktiv zu werden. Nach z. B. 7. Sc3 De8 8. Te1 Dg6 9. e4 fxe4 10. Sxe4 Sxe4 11. Txe4 wird das durch die Falle 11. … Dxe4?? 12. Sh4 realisiert.
  - Stonewall-Aufbau mit Le7  4. … Lf8–e7 5. Sg1–f3 0–0 6. 0–0 d7–d5 (ECO A93 bis A95). Der Aufbau heißt Stonewall, weil sich das Zentrum nur selten öffnet. Bei der Verlagerung des Spiels auf die Flügel erhofft sich Schwarz Königsangriff. Der Abtausch der schwarzfeldrigen Läufer via a3 (vorbereitet durch 7. b2–b3) gibt Weiß das etwas bessere Endspiel. Dabei wäre das durch Abtausch des weißen weißfeldrigen Läufers gegen einen schwarzen Springer entstehende Endspiel Springer gegen schlechten Läufer ideal, weil in geschlossenen Stellungen der Springer dem Läufer überlegen ist.
  - Stonewall-Aufbau mit Ld6 4. … c7–c6 5. Sg1–f3 d7–d5 6. 0–0 Lf8–d6. Durch De7 wird der Abtausch der schwarzfeldrigen Läufer via a3 verzögert. Alternativ kommt dieser Abtausch via Lf4 zustande.
  - Aljechin-Variante:  4. … Lf8–e7 5. Sg1–f3 0–0 6. 0–0 Sf6–e4
  - Durch das frühe c2–c4 sind Manöver mit 4. … Lf8–b4+ möglich wie in Bogoljubow – Aljechin, Hastings 1922 und Euwe – Aljechin, Zandvoort 1935. Häufig wird mittels der vorgezogenen Entwicklung des weißen Königsflügel 2. g2–g3, 3. Lf1–g2, 4. Sg1–f3, 5. 0–0 ein Lb4+ vermieden.
- Leningrader System: 2. c2–c4 Sg8–f6 3. g2–g3 g7–g6
- Staunton-Gambit: 2. e2–e4

Der Stonewall – mit oder ohne weißes Fianchetto – ist eine  aus der Mode gekommene Eröffnungsvariante und bietet gerade deshalb Spielern der mittleren Spielstärke gute praktische Chancen. Viele Jahre wurde der Stonewall-Aufbau mit Le7 von Michail Botwinnik angewandt. Sein typisches Manöver war Dd8–e8–h5 zur Vorbereitung der Offensive am Königsflügel.

## Nebenvarianten
- Hort-Antoschin-Variante: 2. g2–g3 Sg8–f6 3. Lf1–g2 d7–d6 4. c2–c4 c7–c6 5. Sg1–f3 Dd8–c7
- Zugumstellung: 2. Sg1–f3 Sg8–f6 (geht in die oben genannten Varianten über)
- Rubinstein-System: 2. c2–c4 e7–e6 3. Sb1–c3 (benannt nach Akiba Rubinstein)

Der weitere Plan sieht ein Vorgehen im Zentrum mittels Dc2, e3, Ld3, Sge2 und f3 nebst e4 vor. Dabei sind für Weiß beide Rochademöglichkeiten schon gesehen worden. Unter Umständen kann der Vorstoß g2–g4 statt e3–e4 sinnvoll sein.
- Weitere spielbare Varianten sind 2. Sb1–c3 oder das Bogoljubow zugesprochene 2. Lc1–g5. Bei letzterem soll eine harmonische Entwicklung des schwarzen Königsflügels erschwert werden. Die Jagd auf den Läufer mittels 2. … h6 3. Lh4 g5 4. Lg3 muss hier abgebrochen werden, weil nach 4. … f4? 5. e3 Matt durch Dh5 droht.

## Sonstiges
Mit der Bird-Eröffnung (1. f2–f4) oder dem Stonewall-Angriff können Stellungen der Holländischen Verteidigung mit vertauschten Farben erreicht werden.